# 17024 Costello
A 17024 Costello (ideiglenes jelöléssel 1999 EJ5) a Naprendszer kisbolygóövében található aszteroida. John Broughton fedezte fel 1999. március 15-én.